# هنري جيبسون
هنري جيبسون (بالإنجليزية: Henry Gibson)‏ (و. 1935 – 2009 م) هو ممثل، وضابط، وكاتب غنائي، وممثل تلفزيوني، من الولايات المتحدة الأمريكية، توفي في ماليبو، كاليفورنيا، عن عمر يناهز 74 عاماً.

## التعليم
تعلم في الجامعة الكاثوليكية الأمريكية.

## الخدمة العسكرية
خدم في القوات الجوية الأمريكية.

## وصلات خارجية
- هنري جيبسون على موقع IMDb (الإنجليزية)
- هنري جيبسون على موقع ألو سيني (الفرنسية)
- هنري جيبسون على موقع ميوزك برينز (الإنجليزية)
- هنري جيبسون على موقع أول موفي (الإنجليزية)
- هنري جيبسون على موقع قاعدة بيانات الأفلام السويدية (السويدية)
- هنري جيبسون على موقع إن إن دي بي (الإنجليزية)
- هنري جيبسون على موقع قاعدة بيانات الفيلم (الإنجليزية)
- هنري جيبسون على موقع كينوبويسك (الروسية)